# سیاوش داودزاده
سیاوش داودزاده سیاست‌مدار ایرانی بود، که در  دوره بیستم   بعنوان نماینده فومن در مجلس شورای ملی حضور داشت.